# Арбалет
Арбалетът е средновековно метателно оръжие, използващо еластичността и силата на лъка, за да изстреля стрела. Най-общо може да се каже, че арбалетът е лък, монтиран върху ложа с приклад, чиято тетива е застопорена със спусков механизъм, който позволява свободно прицелване за произволен период от време.

## Особености
Арбалетът превъзхожда лъка по точност на стрелбата и по сила на поражение, но е много по-тежък и по-бавен при зареждане. Стрелите му също се различават от тези на лъка. Има пистолетни (малки, без приклад) и големи арбалети с приклад. Аркобалиста (лат. arcus-дъга, ballo-хвърлям) е обсадно оръжие, много голям арбалет. Силата му зависи от скоростта на стрелата, теглото ѝ, накрайника, разстояние на изстрела и самия прицел. Например за птица от типа на фазана е достатъчно обикновена лека стрела с остър накрайник и скорост на стрелата около 30 – 40 m/s, за дива свиня с тегло 100 – 150 kg е нужна тежка стрела със заострен (ловен) накрайник и скорост от порядъка на 70 – 90 m/s.
За различните арбалети съществуват следните параметри: сила на натягане на рамената, дължина на работния ход на тетивата, начална скорост на стрелата (според теглото). Повечето съвременни арбалети се запъват с две ръце, без други помощни приспособления. Силата на запъване е в повечето случаи 150 либри (паунда) или 68 kg, като максималната сила на запъване без помощни приспособления е 80 kg (~ 175 либри). Скоростите на стрелите възлизат на около 65 и 105 m/s.
Прав изстрел на арбалета практически няма. Стрелата винаги има балистична траектория. Правилно е да се говори не за прав изстрел, а за дистанция на ефективна стрелба, тоест разстоянието на което ефективно може да се порази мишената. Поради разнообразието на арбалети, дистанцията на ефективна стрелба варира от 10 до 100 m.
Максималната дължина на изстрела зависи от началната скорост, теглото на стрелата и оперението и формата на накрайника. При средновековните арбалети на около 300 стъпки (150 m) е пробивала рицарска броня. При съвременните арбалети максималната дължина на изстрела може да достигне до 500 m.
Съвременните свръхмощни арбалети се ползват от редица специални служби (например в САЩ) – главно заради относителната безшумност и липсата на проблясък при изстрела. При сравнителни стрелби между модерни арбалети и огнестрелно оръжие е установено, че пробивната сила на арбалетите е сравнима с оръжие .38-и калибър (9 mm), но при по-висока леталност.
Основно се произвеждат 2 типа арбалети: с обикновена и с полиспастна тетива.
Лъкът може да бъде с рефлексни (класически), извити назад рамена от цяло парче или съставен (компаунден).

## История
От латински Arcus (дъга, лък) + Ballista (машина за изстрелване) произлязло от гръцкото Bállein (хвърлям, изстрелвам) става латинското Arcuballista, а от там на старофренски Arbalestre. В руския, сръбския, словенския и българския език е известно и наименованието самострел.
Кога точно е изобретен арбалетът не се знае, но първото достоверно споменаване на арбалета е през 341 година пр. Хр. в битката при Ма Линг – Китай. Най-старият артефакт – части от бронзов арбалетен механизъм са датирани на 228 г. пр. Хр., пак в Китай. Въпреки това може да се предположи, че арбалетите са изобретени доста по-отдавна, и то на много места едновременно. Китайският и европейският са коренно различни, що се отнася до спусковия/затворния механизъм. В джунглите на Африка (главно при пигмеите) и Малая, Тайланд, Виетнам, Бирма местните племена използват открай време арбалети собствена конструкция.
Древните гърци са използвали също подобно на арбалет оръжие – т.нар. Гастрофет (гастрофетът се е опирал в земята и в корема на стрелеца и така чрез собственото му тегло се е запъвал).
В Древния Рим арбалети като военно оръжие почти не са се ползвали. Въпреки това римляните са познавали арбалета – и то с почти идентична форма като средновековния европейски арбалет. Най-ранните документирани изображения на римски арбалет са от IV век – открити са при разкопки в градовете Пюи ан Веле и Полиняк на Луара във Франция. От същия период се среща и наименованието „manuballista“ т.е. ръчна машина за изстрелване. Известно е, че картагенците са използвали през Пуническите войни арбалети, наричани от тях „скорпиони“. При падането на Картаген на римляните биват предадени 2000 арбалета.
При разкопки има открити части от арбалет, датирани от римско време. Вероятно през ранното Средновековие франките са използвали арбалети през V век при нахлуването им в Англия. По-късно употребата и разпространението на арбалетите се свързва главно с норманите. При завладяването на Англия от норманите през 11 век са използвани голямо количество арбалети.
През 1096 година византийската принцеса Анна Комнина описва нормандския арбалет като варварско и жестоко оръжие. Ето как описва тя варварския лък (свободно преразказано):
| „ | стрелите, използвани от този лък, са много къси, но дебели и тежки, с железни накрайници. Тетивата изпраща стрелата с ужасна сила и когато тя попадне във воина, тя не отскача от щита, а напротив, тя го пробива изцяло, след това преминава през дебелите железни пластини и излита от обратната страна | “ |

Интересното е, че Анна Комнина (1083 – 1148) твърди, че дотогава византийците не са познавали арбалета.
Описаните къси, дебели и тежки стрели им дават и тяхното наименование: болт, болтове (на английски: Bolt, на немски Bolzen). За арбалетни стрели може да се говори само при съвременните арбалети.
Приблизително по същото време – през 1139 година това оръжие е забранено (поне за използване срещу християни) от папа Николай II на II Латерански събор (1059), и то под заплахата от отлъчване от Църквата, а това в тогавашната Европа е било сигурна смърт с много други последствия. Папата нарича арбалетите „artem mortiferam“ (смъртоносно изкуство) и „deo odibilem“ (мразени от Бога). Една от целите на забраната е била и да се отнеме от простолюдието едно оръжие, което правело възможно убийството на рицари от засада и от разстояние. Използването на арбалети срещу неверници било разрешено, даже поощрявано.
Въпреки това забраната не е била спазвана и затова по-късно тя е била подновена от папа Инокентий III специално срещу Ричард I (Лъвското сърце) Английски и Филип Август Френски. Немският крал Конрад III също забранява арбалетите в своето кралство. Когато при обсадата на замъка Шалю при Лимож във Франция, Ричард Лъвското сърце, страстен привърженик на арбалетите и радетел за тяхното разпространение, е ранен от арбалетна стрела и умира 11 дни по-късно (6.4.1199), смъртта му се приема като небесно наказание, което му е присъдено за неподчинението му към Църквата. Разказва се, че преди да умре, Ричард, сам изкусен арбалетчик, помилва стрелеца, но след смъртта му арбалетчикът бива одран жив за назидание. Твърди се, че ислямският свят от времето на кръстоносните походи също забранява арбалетите – поради формата им на кръст (на английски арбалет дори се нарича crossbow), защото се използват от кръстоносци, а и вероятно защото от коня е практически трудно арбалетът да се запъне. Документирано е обаче използването им в ислямския свят в съоръжения за защита на крепости, както и от отделни войници, а също така има и запазени екземпляри.
След завръщането си във Франция от Кръстоносния поход Филип Август създава редица редовни отряди арбалетчици, а също така и отряди конни арбалетчици.
Масово арбалетите са се използвали при кръстоносните походи, превземането на гр. Яфа през 1192 г. от кръсноносците се дължи главно на арбалетчиците (на Ричард I – Лъвското сърце). Преди това – по време на обсадата на крепостта Акра (още Аккон) за Ричард I се споменава следното:
| „ | един от турците се пъчеше, изправен на крепостната стена, дразнейки другите, но крал Ричард му нанесе смъртоносна рана, пронизвайки сърцето му с арбалет | “ |

При тази обсада Ричард I използва между другото и контингент от 1000 генуезки арбалетчици, които, стреляйки залпово, буквално отваряли проходи в редиците на сарацините, пристигащи в помощ на града.
Първоначално лъковете на арбалетите в Европа са били от монолитно дърво – главно тис, но също и ясен, от ранното Средновековие започват да се правят композитни или съставни лъкове – от няколко слоя дърво, рог и конски или говежди сухожилия. За изработката на един такъв лък отивали сухожилията на поне 20 животни.
Първото достоверно споменаване на стоманен лък за арбалет е през 1314 г. Дотогава със сигурност е имало опити да се направи лъкът от стомана – най-малкото защото стоманеният лък е по-евтин, по-компактен е, а и изисква много по-малко труд (за изработката на качествен композитен лък са били необходими 2 – 3 години), но технологично не е било възможно произвеждането на стоманен лък. За да се изкове лъка са били необходими няколко парчета стомана – освен, че не са били с еднакъв състав едно спрямо друго, спойката между тях се е правила много трудно и вероятността лъкът да се спука точно там е била много голяма. През зимата опасността от спукване на металния лък от студа била особено голяма. За избягване на опасниия удар от счупено парче от лъка, по цялата дължина (отпред) на лъка се прикрепял специално оплетен здрав шнур.
За разлика от Англия, където след края на XIII век лъкът измества арбалета, в останалата част от Европа арбалетът е масово използвано оръжие. През XIV и XV век той е дори стандартно оръжие във фламандските и френските градски опълчения. От 1230 г. във Франция съществува дори титлата „Грандметр“ на арбалетните стрелци. По ранг тази титла стои малко по-долу от Маршал на Франция. Последният Грандметр на арбалетните стрелци умира през 1534 г.
Арбалетчици придружават Ернан Кортес и Франциско Писаро при завоюването на Новия свят (1521 – 1524). Кортес започва своя поход за завоюването на Мексико с 500 пеши войници, 16 конника, 12 стрелци с аркебузи и 30 арбалетчика. През 1555 – 1557 шведите използват арбалети при войната им с Русия – това се смята като последното използване на арбалети като военно оръжие. Арбалети се използват по-нататък за защита на замъци и укрепления както и за лов – като безшумно и безоткатно оръжие.

## Арбалет срещу лък
Умението да се стреля с лък изисквало дълго обучение, умение и сила, докато да стреля с арбалет можел бързо да се научи всеки, дори и да нямал необходимите физически данни. Едно предимство на арбалета е, че за разлика от лъка, той първо са запъва и след това стрелецът може да се примерва на спокойствие – арбалетът може да се прикладва подобно на пушка, а също така позволява стрелецът да си сменя позицията със зареден арбалет. Арбалетчикът можел да стреля и приклекнал или дори легнал. През 14 – 15 век, на бойните полета в западна Европа един добре обучен стрелец с английски лък можел да изстреля за една минута около 6 добре прицелени стрели или до 12 стрели без прицелване – с много по-малка вероятност за попадение. Арбалетчик с мощен арбалет, запъван с полиспаст изстрелвал за същото време 1 болт (или 4 ако се ползвал по-лек арбалет, запъван със стреме и коланна кука). Най-големите дължини на изстрелите са съответно 250 m за лъка и 360 m за арбалета. Ефективна стрелба се е водела на по-къси дистанции. Прочутият си изстрел в ябълката Вилхелм Тел произвежда според Фридрих Шилер на разстояние от 80 крачки – около 58 m.
„Дулната енергия“ на лекия – т.е. такъв, който се запъва само с коланна кука, арбалет обикновено надвишава 100 Джаула (140 – 180 Дж, колкото съвременен патрон 22 LR, което ги съпоставя с най-добрите лъкове. Тези арбалети се ползват основно за лов. При тежките арбалети „дулната енергия“ е съответно 400 Дж. За сравнение: дулната енергия на фитилния мускет с калибър 18 – 20 mm е около 7000 Дж. Болтът на лекия арбалет тежал около 40 g и начална скорост не повече от 70 m/s. За да се улесни прицелването без мерни прибори, болтовете се изготвят с еднакво тегло. 40-грамовите болтове летели към 250 m, като били смъртоносни до 150 m, на 80 m се пробивала ризница – това обяснява 3- и 4-ъгълното сечение на бойните стрели, а на 50 m и по-близо се пробивали и метални брони и комбинирани доспехи от стомана и кожа. Без мерни прибори – прицелвайки се само по кокалчето на палеца и горния ръб на острието на болта, можело да се стреля със задоволителна точност до 60 m.
Тежкият арбалет има дъга на лъка от 1 метър и повече, и ускорява 100 грамовия болт до 90 m/s (E = 405 джаула ). Далечината на стрелба можела да достигне 420 m, но ударната сила (енергия на проектила) била достатъчна само до 250 m. Тежките арбалети пробивали ризници на 150 m, леките брони пробивали на 50 – 70 m, а стоманените брони на 25 m. Ефективно стрелба по движещи се цел можело да се води на 70 m. Скорострелността на тежкия арбалет била 1, по-рядко 2 изстрела в минута. Първоначално тежкият арбалет се обслужвал от двама стрелци, скрити зад щита павезе.

## Устройство
Средновековният арбалет се състои от следните основни части:
- Лък — средновековните лъкове биват стоманени, дървени, съставни (т.е от няколко слоя дърво или рог) и композитни (съставени няколко слоя дърво, рогови пластини и дебел слой слепени сухожилия). Първоначално се е използвал най-достъпният материал: дървото. За да има достатъчна еластичност и сила дървеният лък е бил със значително по-големи размери: обикновено към 1 – 1,2 m. Дървеният лък се изработвал от цяло парче дърво, изпилено в съответната форма. В началото такива арбалети се правели без стреме за запъване. Запъването ставало по следния начин: стрелецът опирал предния край на арбалета в земята, стъпвал от двете страни на ложата върху лъка и издърпвал тетивата на ръка. В този случай силата на опън не е надвишавала 75 – 80 kg. При навлизане на съставните лъкове в употреба, които са и много по-мощни, се въвежда и стремето, заедно с коланната кука като средство за запъване на арбалета. С навлизането на композитния и стоманения лък се въвеждат и още по-мощни средства за запъване – т.нар – „кози крак“, полиспасти и др.

При изковаването и самото оразмеряване на лъка майсторът ковач се ръководел от редица правила, придобити от опит и по време на обучението му. Пример за това е определянето на дебелината на лъка по средата (и по този начин силата на опън на лъка, която се задавала от клиента, поръчал лъка): сравнявайки с лък, чиято сила на опън се знае, ковачът определял размерите – намаляване на дължината на лъка наполовина давала 8 пъти по-голяма якост на лъка; намалявайки широчината в средата на лъка 2 пъти, води до намаляване на силата на лъка също 2 пъти, увеличавайки дебелината на лъка 2 пъти, увеличава силата, якостта на лъка 8 пъти. Изтъняването на лъка от средата към краищата (по широчината и/или дебелината) води до увеличаване на пъргавината на лъка без това да намали силата на опъна.
Лъковете на съвременните арбалети се правят от различни сплави – главно на алуминий, но също така и от стоманени сплави. Съставните лъкове се правят от най-разнообразни материали: дърво, алуминий, стъклопласти и най-различни пластмаси, като са възможни и най-различни комбинации. Нормалната, т.е. най-масовата сила на запъване на съвременните арбалети е 68 kg (150 паунда).
- Тетива — изработвала се е основно от коноп. Главните му предимства са, че конопена тетива няма почти никакво разтягане и че при намокряне тетивата се свива. За изработката на тетива за ловен арбалет през XV – XVI век са отивали най-малко 160 метра конопена нишка, непрекъсната, без възли, удебеления и дефекти. При изработката на тетивата конопените нишки се обтривали плътно с восък, което го импрегнирало. При оразмеряване на тетивата трябвало да се вземе предвид 7-кратно натоварване т.е. при сила на натягане на лъка от 90 kg, тетивата се оразмерява на 630 kg – това определя и нейната дебелина. Обикновено напречното сечение на тетивата се е движило между 150 и 300 нишки. Чрез специален възел се правели „ушите“ на тетивата, която на мястото на закрепване (това е и мястото с най-голямото натоварване) е трябвало да е поне равна по диаметър на средната си част. Счита се, че средновековната тетива е издържала до над 100 „изстрела“. По диаметъра на тетивата се определяла и дебелината на стрелата (болта) – приемало се е съотношение 1:1.

Най-често използваният материал за тетива при модерните арбалети е дакрон, ползват се и капрон и даже стоманено въже. При съвременните арбалети повърхността на ложата – там където се опира тетивата и самата тетива се смазват. При средновековните арбалети не се е ползвала смазка освен импрегнацията на тетивата с восък. Считало се е, че допълнителната смазка ще се набие при полеви условия с пясък и други подобни частици и това ще доведе до износване, изтъркване на ложата, и това ще я отслаби.
- Ложа — за ложата се е ползвала твърда дървесина – главно орех, бук, дъб. Ложата се е изрязвала и оформяла по шаблон. Украсявала се е с различни апликации и вложки от кост или метал, като през XVI – XVII век украсата на ловните арбалети става особено богата.

Майсторите на арбалети от Средновековието са имали шаблони и еталони, по които се е изработвала самата ложа. За точното премерване в задната част е можело до бъде добавена дървена – от различна дървесина, летва с няколко специални жлеба (за различни разстояния на прицелване) за палеца на стрелеца. Така визирайки кокалчето на палеца и върха на болта, арбалетчикът е можел да достигне удивителна точност.
При съвременните арбалети ложата е отливка от алуминий и/или специални пластмаси и сплави, по-рядко се прави от дърво. При тях е възможно ползването на всички мерни прибори – механични, оптични, бързомерци и т.н.
- Спусък — за да произведе изстрел, стрелецът натиска с пръст опашката на спусъка.
- Орех  (англ. nut) — е въртящ детайл т.е. „куката“, задържаща тетивата, се е правел най-често от еленов рог – избирала се най-дебелата част от рога, там където рогът сраствал с черепа на животното. Рогът от това място 5 до 7 пъти по-здрав от обикновената кост. След струговане и изпиляване, двете „куки“ се подсилвали с метални щифтове, а в долната част на ореха – там, където се зацепвал спусъка, се вкопавал стоманен зъб, на който се опирал железният спусък. Орехът можел да се направи и от няколко слепени слоя кост или рог. С масовата употреба на стоманените лъкове, орехът започва да се прави и от желязо или бронз. Като част от механизма за запъване на тетивата на арбалета, орехът се използва и до днес – по-голямата част на съвременните арбалетни спускови механизми са производни на простия „орехов“ механизъм. При ранните арбалети орехът е лагерувал в ложата свободно, в специално издълбано гнездо, с нарастването на мощта на арбалетите с въвеждане на композитните лъкове, орехът вече се прикрепвал в гнездото с конопени нишки, минаващи през централен отвор (конопените нишки играели ролята на ос, около която орехът ротирал при освобождаване на спусъка). След въвеждането на стоманените лъкове, орехът вече ротирал около стоманена ос, допълнително укрепена с метални плочи, занитени от двете страни на ложата и ореха. Ротиращият орех е типичният европейски арбалетен механизъм, производни на този изключително прост, но ефективен механизъм се употребяват и до днес в повечето арбалети.
- Стреме
- Прикрепване — до ХІV – ХV век лъкът се е прикрепвал към ложата с конопени върви и кожени ленти. Съставните лъкове се привързвали директно към ложата, а пред стоманените лъкове се поставяло специално трупче с канали за вървите, което имало за цел да предотврати претриването на връзките от ръбовете на лъка. По-късно, с навлизането на стоманения лък, закрепването на стоманените лъкове към ложата (главно при западноевропейските арбалети) е ставало и с 2 стоманени скоби и 2 клина. Това закрепване позволява бърз монтаж/демонтаж на лъка. При немските и средноевропейските арбалети закрепването продължава да е с върви.

И двата вида на закрепване са равностойни. Закрепването със скоби и клинове има само предимството, че лъкът може да се свали от ложата много бързо.
- Болт (стрела) – за болтовете е важно да се каже, че те не са се ползвали повторно – били са еднократни. Производството на арбалетни болтове може да се приеме за първото масово производство в историята. Предвид приложимостта на арбалетите като оръжие за защита на градовете и крепостите е било напълно нормално командирите на гарнизони да поръчват по 10 – 12 000, че дори и повече стрели. Известно е, че една-единствена ковачница в Англия (където арбалетите не били на мода) е произвела за период от 70 години около 1 000 000 стрели – т.е. към 50 болта дневно.

Болтът се състои от следните части:
 – стебло, изработвал се е от дърво – главно бук, дъб или друга твърда дървесина, на примитивни стругове;
 – острие, още накрайник, тези за военни цели са били главно с четиристенен или тристенен връх, по рядко с плоски, сърповидни или други форми. Върховете на ловните стрели са плоски, с триъгълна форма или листовидна, със заточени ръбове и с тъп връх (или даже топче, за лов на птици). Заточените, заострени ръбове добавяли и срязващо действие към пробивното действие на болта – без срязващото действие кожата на глигана например се пробивала трудно и освен това намалявала значително пробивната сила на болта. Острието се залепвало към стеблото с нагорещена смола. За запалителни болтове се ползвали тънки и дълги като шишове остриета.
 – стабилизатори, изработвали са се от кожа, пера (за стрелба по мишени), пергамент или тънки дъсчици. В повечето случаи стабилизаторите са два, но се използват и болтове с 3 стабилизатора, а при съвременните арбалети и 4.
При производството на арбалетни стрели или болтове се е спазвало основно правилото центърът на тежестта на готовата стрела да се намира в предната (към върха) третина на стрелата. При някои немски ловни арбалети центърът на тежестта на болта се е намирал в първата четвъртина от дължината.
Типичният болт е имал дължина към 39 cm, дължината на ромбоидното острие била 60 – 80 mm. Приемало се, че острието трябва да тежи колкото останалата част от болта.
Арбалетчикът носел на колана си колчан с 24 (и повече) болта. Отделно в обоза имал поне 200 болта, съхранявани в сандъчета. Болтовете били поставяни в колчана с острието нагоре.
- Колчан

Колчаните за арбалетни болтове през Средновековието обикновено имат специфична форма: в горния си край са по-тесни, и имат правоъгълно или най-често срещаното полукръгло сечение. Болтовете се поставят с остриетата нагоре. На това се дължи по-тясната горе форма. Правели са се от дърво и кожа (предната, заоблена част) или изцяло от дърво. Прието е съвременните стрели за арбалети да се носят в колчана с върховете надолу.

## Оразмеряване на арбалета
За разлика от производството на болтовете производството на средновековни арбалети е било единично и е било силно повлияно от физическата характеристика и желанията на поръчителя, а също така, и то в не малък размер, от самото естетическо възприятие на майстора на арбалети. През Ренесанса пропорциите на Златното сечение се срещат навсякъде и може да се предположи, че прилагането им при изработката на арбалети е било формулирано като сбор от правила.
За оразмеряване на целия арбалет е решаваща силата на опън на лъка. Тя определя непряко дължината на ложата (разстоянието от лъка до оста на ореха и с това дължината на опън определят размерите на ложата). Начинът на запъване на арбалета определя също дължината на ложата – по-специално разстоянието от ореха до задната част на ложата. По-голямо разстояние от половината от дължината на арбалета означава, че запъването става със стреме или кози крак. Дебелината на тетивата зависи обаче пряко от силата на опън на лъка и определя почти всички останали размери на средновековния арбалет. Дебелината и диаметърът на ореха се определят от дебелината на тетивата, а също и от дебелината на стрелата – при средновековните арбалети правило е диаметърът на болта да отговаря на диаметъра на тетивата. Много често диаметърът на ореха е равен на широчината му. И така дебелината на ореха е приблизително 3 пъти дебелината на стрелата (болта), значи се приема, че диаметърът на ореха е равен на дебелината му.
- широчината и височината на ложата на мястото на ореха са два пъти диаметъра;
- широчината на ложата на мястото, където се прикрепва лъка е равна на широчината на ложата;
- височината на ложата на мястото, където се прикрепва лъка е два пъти диаметъра на ореха;
- приема се, че разстоянието от мястото на прикрепване на лъка към ложата и „куките“ на ореха (т.е. мястото на тетивата в запънато положение) се намира приблизително по средата на ложата. Дължината на задната част на ложата – от куките до края на ложата зависела от начина на запъване, но най-малко е била равна на предната.

## Спортна стрелба с арбалет
В съвремието арбалетите се използват и за спортна стрелба на състезания – главно според изискванията на Internationalen Armbrustschützen Union (IAU) и на World Crossbow Shooting Association (WCSA).
На закрито се стреля в следните дисциплини: 10 m прав, 30 m прав, 30 m коленичил. Използват се същите мишени, като при стрелбата с въздушна пушка.
На открито се стреля на дистанции от 35, 50 и 65 m. Съществува и дисциплина, при която се стреля на 100 и повече метра. Използваните мишени са същите като при стрелбата с лък.
Състезанието се провежда за два дни, като всеки ден се изстрелват по 90 стрели. На първия ден се стреля по следния ред: 30 изстрела на дистанция 65 m, после 30 изстрела на 50 m, и накрая 30 изстрела на 35 m. На следващия ден се стреля в обратен ред. Максималният брой точки е 1800.

## В България
В България ловът с арбалети е забранен от закона.